# Declino del ghiaccio marino artico
La superficie e il volume della banchisa artica hanno registrato una diminuzione a causa del riscaldamento globale generato dal forzante radiativo dei gas serra. Tale diminuzione risulta più pronunciata nella stagione estiva rispetto a quella invernale. Il declino del ghiaccio marino nell’Artico ha subito un’accelerazione dall’inizio del XXI secolo, con un tasso di diminuzione del 4,7% per decennio (oltre il 50% in meno rispetto ai primi rilievi satellitari). Si ritiene che il ghiaccio marino estivo cesserà di esistere nel corso del XXI secolo.
La regione artica presenta le temperature più elevate degli ultimi 4.000 anni e il periodo in cui i ghiacci si sciolgono in tutto l’Artico si è esteso al ritmo di cinque giorni per decennio (dal 1979 al 2013). Il sesto rapporto di valutazione dell’IPCC (2021) ha dichiarato che probabilmente prima del 2050 l’area della banchisa scenderà al di sotto di 1 milione di km2 nei mesi di settembre. Nel settembre 2020, il National Snow and Ice Data Center degli Stati Uniti ha riportato che l'area del ghiaccio marino artico si era ridotta a 3,74 milioni di km², il secondo valore più basso dal 1979, anno in cui hanno avuto inizio le registrazioni. Nel periodo compreso tra il 1994 e il 2017, la Terra ha perso complessivamente 28 trilioni di tonnellate di ghiaccio, di cui 7,6 trilioni di tonnellate sono attribuibili al ghiaccio marino artico. Il tasso di perdita di ghiaccio è aumentato del 57% rispetto agli anni '90.
La riduzione del ghiaccio marino costituisce uno dei principali catalizzatori dell'amplificazione polare, un fenomeno che determina un riscaldamento più rapido delle regioni polari rispetto al resto del mondo a causa dei cambiamenti climatici. Si ipotizza che la diminuzione del ghiaccio marino possa indebolire la corrente a getto, provocando condizioni meteorologiche più persistenti ed estreme alle medie latitudini. Lo scioglimento del ghiaccio ha comportato una maggiore accessibilità alle rotte di navigazione polari, e si stima che il traffico di navi su tali percorsi aumenterà in futuro. La scomparsa del ghiaccio marino e la conseguente possibilità di un aumento delle attività umane nel Mar Glaciale Artico rappresentano una minaccia per la fauna locale, inclusi gli orsi polari.
Un elemento importante per comprendere la diminuzione del ghiaccio marino è rappresentato dall'anomalia del dipolo artico. Risulta che questo fenomeno abbia contribuito a rallentare la perdita complessiva di ghiaccio marino nel periodo compreso tra il 2007 e il 2021, tuttavia non è previsto che tale tendenza perduri.

## Definizioni

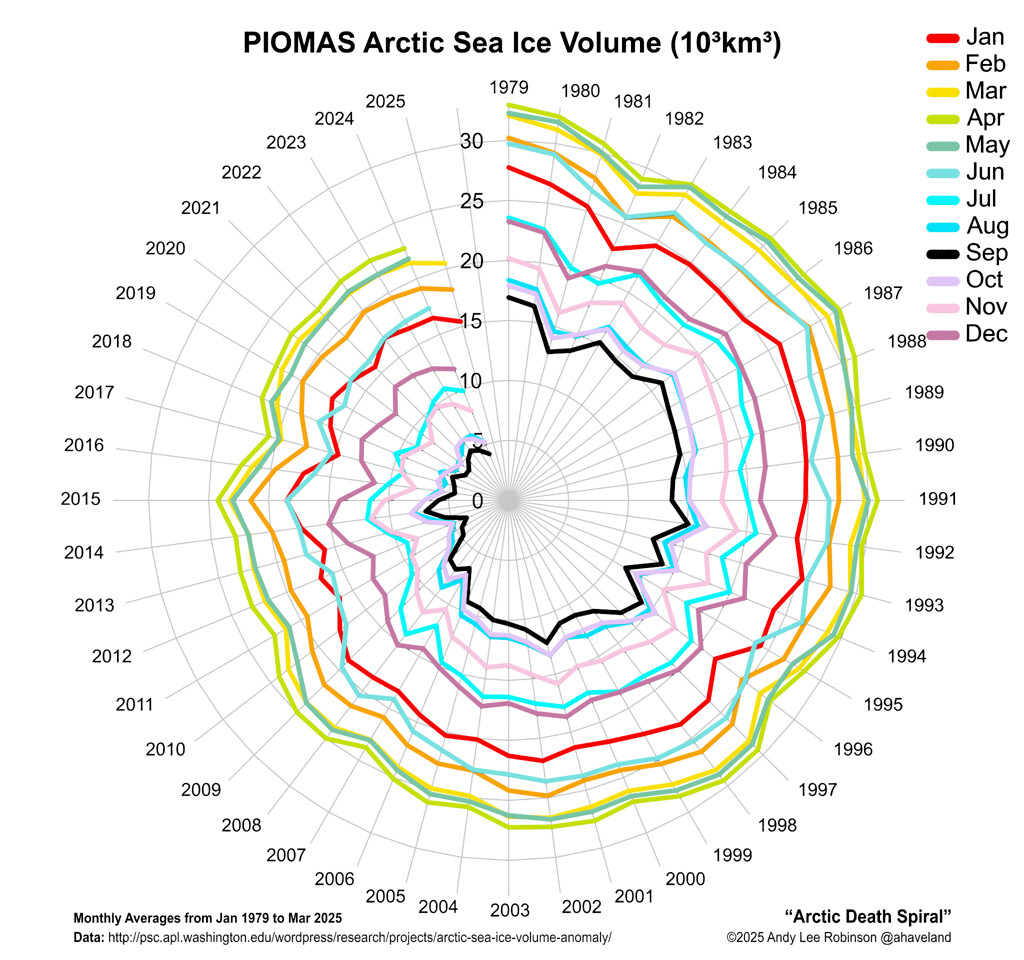
Medie mensili dei volumi di ghiaccio nel periodo 1979–2021.

Con il termine "banchisa artica", o "ghiaccio marino artico", ci si riferisce all'area del Mar Glaciale Artico coperta da ghiaccio. Il minimo del ghiaccio marino artico corrisponde al giorno di un dato anno in cui l'estensione del ghiaccio marino artico raggiunge il suo livello minimo, tipicamente alla fine della stagione estiva di scioglimento, solitamente nel mese di settembre. Il massimo del ghiaccio marino artico è il giorno dell'anno in cui l'estensione del ghiaccio marino artico raggiunge il suo punto massimo verso la fine della stagione fredda artica, di solito nel mese di marzo. Le rappresentazioni tipiche dei dati relativi al ghiaccio marino artico comprendono misurazioni mensili medie o grafici che mostrano l'estensione minima o massima annuale, come evidenziato nelle immagini adiacenti.
L'estensione della banchisa è definita come l'area in cui almeno il 15% della superficie è coperta da ghiaccio marino; tale parametro è più comunemente utilizzato rispetto alla semplice area totale del ghiaccio marino. Questa misura è adottata per gestire l'incertezza nel distinguere tra l'acqua del mare aperto e l'acqua liberata sopra il ghiaccio solido, una distinzione che i metodi di rilevamento satellitare non sono in grado di discernere adeguatamente, soprattutto nei mesi estivi.

## Osservazioni
Uno studio condotto nel 2007 ha rivelato che il declino del ghiaccio marino è avvenuto "in modo più rapido di quanto previsto" dalle simulazioni dei modelli. Un successivo studio del 2011 ha avanzato l'ipotesi che ciò potrebbe essere spiegato da una variabilità interna che ha amplificato il declino del ghiaccio marino causato dalle emissioni di gas serra negli ultimi decenni. Allo stesso modo, uno studio del 2012, basato su simulazioni più recenti, ha previsto tassi di ritiro leggermente inferiori rispetto a quelli effettivamente osservati.

### Osservazioni satellitari
L’osservazione satellitare mostra che l’area, l’estensione e il volume del ghiaccio marino artico sono in declino da alcuni decenni. La quantità di ghiaccio marino pluriennale nell'Artico ha registrato una notevole diminuzione nel corso degli ultimi decenni. Nel 1988, il ghiaccio marino con almeno 4 anni di età costituiva il 26% del totale del ghiaccio marino dell'Artico. Nel 2013, la quota di ghiaccio di quell'età era scesa al solo 7% dell'intera estensione del ghiaccio marino artico.
Da metà agosto a fine ottobre 2012 sono state effettuate misurazioni dell'altezza delle onde durante una tempesta nel mare di Beaufort, onde che hanno raggiunto i cinque metri di altezza. Questo rappresenta un fenomeno inusuale per la regione, poiché la presenza permanente di ghiaccio marino impedisce generalmente la formazione di onde. L'azione delle onde ha l'effetto di rompere il ghiaccio marino, e ciò potrebbe costituire un meccanismo di feedback che contribuisce al declino complessivo della banchisa.
Nel gennaio del 2016, i dati satellitari hanno evidenziato la più bassa estensione mai registrata in qualsiasi mese di gennaio dal momento in cui sono iniziate le registrazioni nel 1979, accompagnata da una potente fase negativa dell'oscillazione artica. Tale fase negativa è stata guidata da un rapido riscaldamento troposferico, un elemento che sembra aver assunto maggiore importanza rispetto al cosiddetto riscaldamento stratosferico. Il precedente record di estensione più bassa, stabilito nel 2012, indicava un minimo di 3,39 milioni di chilometri quadrati. Questo record aveva a sua volta sostituito il precedente, stabilito il 18 settembre 2007, che era di 4,16 milioni di chilometri quadrati. L'estensione minima registrata il 18 settembre 2019 è stata di 4,153 milioni di chilometri quadrati.
Un'indagine condotta nel 2018 sullo spessore del ghiaccio marino ha documentato una diminuzione del 66%, corrispondente a circa 2 metri, nell'arco dei precedenti sei decenni. Si è inoltre riscontrato un passaggio dal ghiaccio permanente a una copertura di ghiaccio prevalentemente stagionale.

#### Dati precedenti
La tendenza generale evidenziata nella registrazione passiva delle microonde, dal 1978 fino alla metà del 1995, indica una diminuzione dell'estensione del ghiaccio marino artico del 2,7% per ogni decennio. Ulteriori analisi condotte successivamente sui dati satellitari indicano che, dalla fine di ottobre 1978 fino alla fine del 1996, l'estensione del ghiaccio marino artico è diminuita del 2,9% per decennio. Inoltre, l'estensione del ghiaccio marino nell'emisfero boreale ha registrato una diminuzione del 3,8% ± 0,3% per decennio, nel periodo compreso tra novembre 1978 e dicembre 2012.

## Proiezioni
Considerare l'Artico "privo di ghiacci" vuol dire considerare una situazione in cui la regione presenta "meno di 1 milione di chilometri quadrati di ghiaccio marino"; questa definizione deriva dal fatto che sciogliere lo spesso strato di ghiaccio intorno all'arcipelago artico canadese risulta molto difficile. Secondo la definizione del quinto rapporto IPCC, le "condizioni quasi prive di ghiaccio" si verificano quando l'estensione del ghiaccio marino è inferiore a 106 km² per almeno cinque anni consecutivi.
Stimare l’anno esatto in cui l'Artico sarà “privo di ghiacci” è molto difficile, a causa dell’importante ruolo della variabilità interannuale nelle tendenze del ghiaccio marino. Sono molti i modelli climatici adoperati per effettuare delle proiezioni. Il sesto rapporto dell'IPCC, emesso nel 2021, stima con "elevata fiducia" una probabilità significativa che l'Artico diventerà praticamente privo di ghiacci nel mese di settembre prima del 2050. Tali risultati si verificano in tutti gli scenari ipotizzati.

## Impatti sull'ambiente

### Cambiamento climatico globale

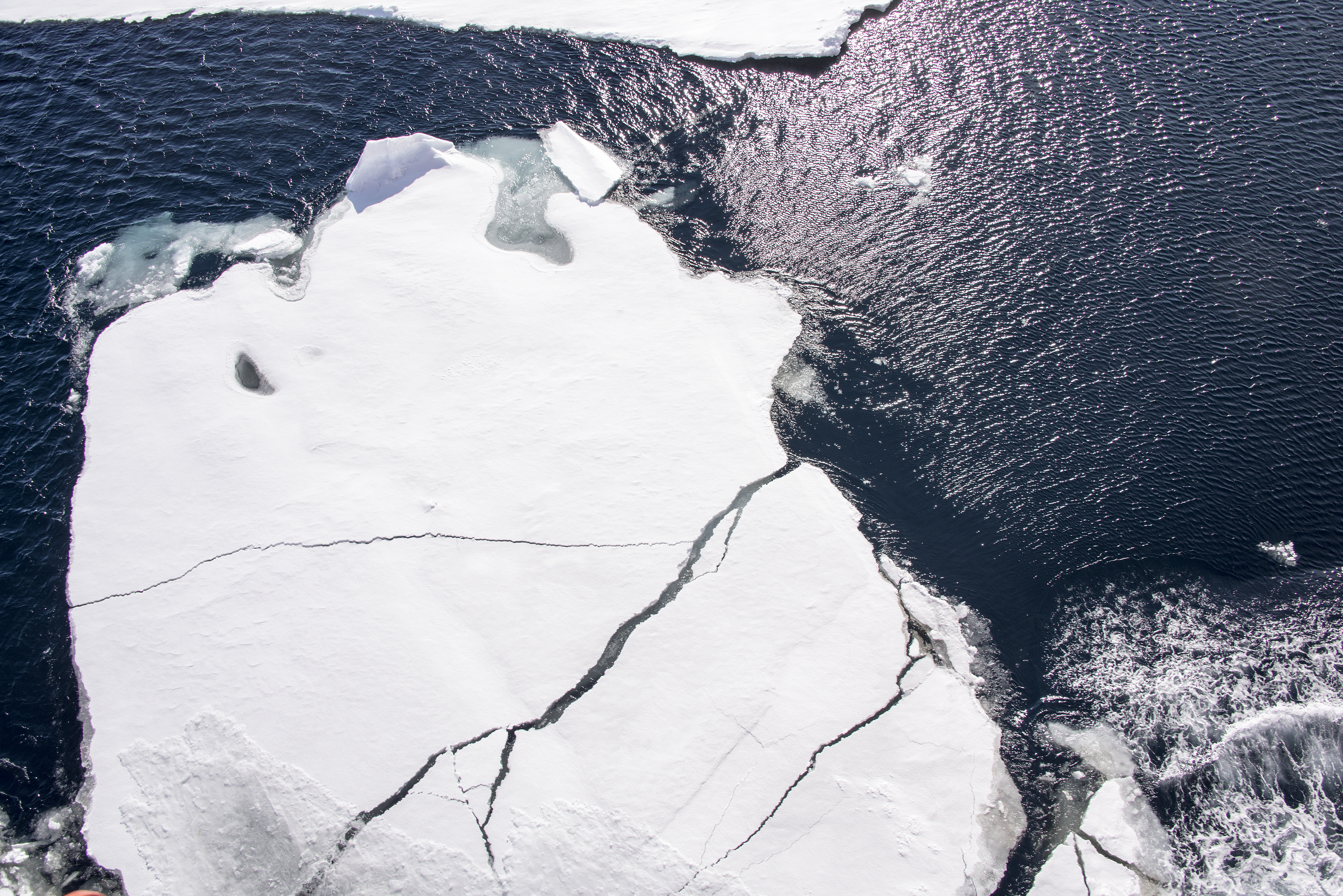
La superficie dell’oceano, che è scura, riflette solo il 6% della radiazione solare in arrivo, mentre il ghiaccio marino ne riflette dal 50 al 70%.

Il ghiaccio marino artico svolge un ruolo cruciale nel mantenere fredde le regioni polari ed esercita un significativo effetto albedo sul clima, difatti la sua superficie riflette la luce solare durante l'estate polare. Nel momento in cui il ghiaccio si scioglie, viene esposta la superficie più scura dell'oceano, che assorbe maggiormente la luce solare, portando a un riscaldamento della massa d'acqua. Ciò a sua volta contribuisce ad aumentare il contenuto complessivo di calore dell'oceano, favorendo ulteriori perdite di ghiaccio marino durante la stagione dello scioglimento e potenzialmente ritardandone il recupero durante la notte polare.
Si stima che il declino del ghiaccio artico tra il 1979 e il 2011 abbia generato un forzante radiativo equivalente a un quarto delle emissioni di CO2 nello stesso periodo. Questo corrisponde a circa il 10% dell'aumento cumulativo di CO2 dall'inizio della rivoluzione industriale. In confronto ad altri gas serra, l'impatto è simile all'aumento cumulativo del protossido di azoto e rappresenta quasi la metà dell'aumento cumulativo delle concentrazioni di metano.
L'impatto del declino del ghiaccio marino artico sul riscaldamento globale si accentuerà progressivamente in futuro, a mano a mano che la perdita di ghiaccio aumenterà. Questo meccanismo di feedback è stato considerato in tutti i modelli climatologici CMIP ed è incluso in tutte le proiezioni di riscaldamento. Inoltre, questi modelli sono in grado di affrontare gli effetti di secondo ordine derivanti dalla perdita di ghiaccio marino, come l'impatto sul feedback del gradiente termico verticale e le variazioni nelle concentrazioni di vapore acqueo.

### Scenari: estate senza ghiaccio ed inverno senza ghiaccio

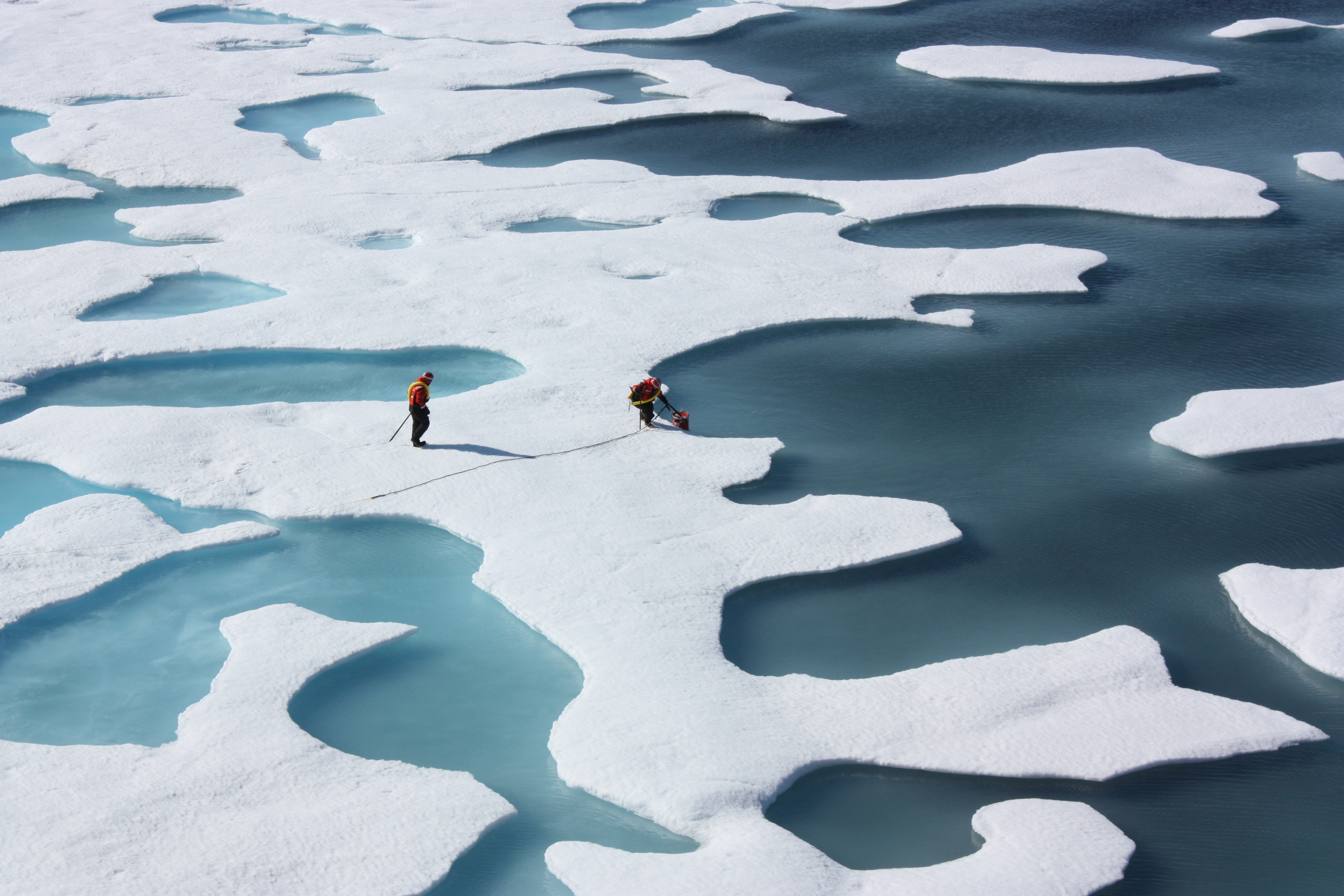
Quando il ghiaccio si scioglie, l’acqua si raccoglie in depressioni sulla superficie formando gli stagni di fusione. Queste pozze di acqua dolce sono separate dal mare salato sottostante, finché le rotture nel ghiaccio ne provocano il riversamento in mare.

Nel 2021, il sesto rapporto di valutazione dell’IPCC ha affermato con grande confidenza che non vi è alcuna isteresi né punto critico nella perdita del ghiaccio marino estivo dell’Artico. Questo fenomeno può essere spiegato dalla maggiore influenza del feedback stabilizzante rispetto a quello dell'albedo del ghiaccio. In particolare, il ghiaccio marino più sottile provoca una maggiore perdita di calore in inverno, generando un ciclo di feedback negativo. Questo contrasta il feedback positivo dell'albedo. Di conseguenza, il ghiaccio marino riuscirebbe a riformarsi anche successivamente a un'estate priva di ghiaccio; peraltro, in tal caso, non è detto che l'estate successiva sia totalmente priva di ghiaccio. Tuttavia, livelli più elevati di riscaldamento globale ritarderebbero il recupero del ghiaccio, aumentando la frequenza degli episodi ice-free. Un documento del 2018 stimava che un settembre senza ghiaccio si sarebbe verificato una volta ogni 40 anni con un riscaldamento globale di 1,5 gradi Celsius, ma una volta ogni 8 anni con 2 gradi e una volta ogni 1,5 anni con 3 gradi.
In contrasto a tale scenario, livelli molto elevati di riscaldamento globale potrebbero impedire la riformazione del ghiaccio marino artico non solo durante l'estate ma anche durante l’inverno. Questo scenario è noto come inverno senza ghiaccio ed equivale ad una assenza totale di ghiaccio artico durante tutto l’anno. Uno studio del 2022 ha notato come uno scenario simile comporti potrebbe rappresentare un punto di svolta irreversibile, a differenza di quello di un'estate senza ghiaccio. Si stima che tale scenario possa verificarsi con un aumento delle temperature intorno ai 6,3 gradi Celsius rispetto ai livelli preindustriali, anche se alcuni modelli proiettano tale scenario già con un aumento più contenuto (4,5°C) mentre altri lo proiettano a temperature ancora più elevate (8,7°C). Un inverno senza ghiaccio aggiungerebbe 0,6 gradi alla temperatura media globale, con un riscaldamento regionale compreso tra 0,6 e 1,2 gradi.

### Relazioni con l'amplificazione artica
L’amplificazione polare, ovvero la tendenza ad un aumento delle temperature molto più elevato nelle regioni polari rispetto al resto del pianeta, è fortemente legata al declino del ghiaccio marino artico: studi mostrano che una forte amplificazione artica si verifica solo durante i mesi in cui si verifica una significativa perdita di ghiaccio marino. Al contrario, quando la copertura di ghiaccio è mantenuta costante nei modelli, l'amplificazione artica è assente.

### Impatto sui fenomeni meteorologici estremi

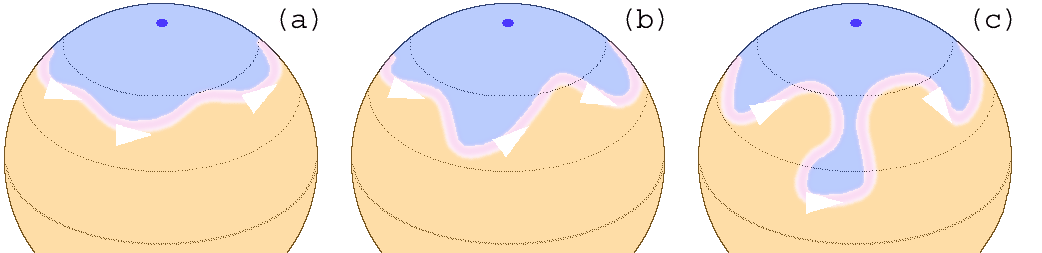
Meandri della corrente a getto nell'emisfero Nord, il loro sviluppo (a, b), e infine il distacco di una "goccia" di aria fredda (c). Arancio: masse di aria più calde; rosa: corrente a getto.

A partire dal primo decennio degli anni 2000, i modelli climatici hanno costantemente indicato che il riscaldamento globale spingerà gradualmente le correnti a getto verso i poli. Le osservazioni effettivamente dimostrano che dal 1979 al 2001 la corrente a getto polare si è gradualmente spostata verso nord ad una media di 2,01 chilometri all'anno, con una tendenza simile nelle correnti dell'emisfero meridionale. A causa del fenomeno dell'amplificazione polare, il gradiente di temperatura tra l'Artico e le aree più calde del globo continuerà a diminuire con ogni decennio di riscaldamento globale. Avendo tale gradiente una forte influenza sulle correnti a getto, queste diventeranno progressivamente più deboli, consentendo all'aria fredda dal vortice polare di infiltrarsi maggiormente nelle medie latitudini, portando a condizioni meteorologiche più persistenti ed estreme.

#### Ghiaccio del Mare di Barents
Il Mare di Barents rappresenta la regione artica con il tasso di riscaldamento più elevato; alcuni studi suggeriscono che il suo ghiaccio marino potrebbe scomparire permanentemente una volta che il riscaldamento globale supererà 1,5 gradi. Il rapido riscaldamento in questa regione facilita anche l'identificazione di possibili correlazioni tra lo stato del ghiaccio marino e le condizioni meteorologiche, più che in altre aree. Nel 2010 uno studio ha proposto una correlazione tra l'intensità degli inverni in Europa e il declino dei ghiacci galleggianti nel Mare di Barents e nel Mare di Kara, e da allora sono state condotte ricerche approfondite su questo argomento. Per esempio, un rapporto del 2019 sostiene che il declino del ghiaccio in questi mari contribuisce al 44% del trend di raffreddamento nell'Eurasia centrale nel periodo 1995-2014, una percentuale significativamente maggiore rispetto a quanto indicato dai modelli climatici. Un altro studio condotto lo stesso anno ipotizza che il declino del ghiaccio nel Mare di Barents porti a una riduzione della copertura nevosa nell’Eurasia settentrionale e ad un aumento nell’Europa centrale. Il fenomeno ha un'influenza anche sulle precipitazioni estive: la ridotta estensione del ghiaccio nel periodo novembre-dicembre comporterebbe maggiori precipitazioni nel mese di giugno sulla Cina meridionale. Uno studio ha identificato una connessione tra l'estensione del ghiaccio del Mare di Kara e la copertura di ghiaccio del Lago Qinghai sull'altopiano tibetano.
Tuttavia, è da notare che la ricerca sul declino del ghiaccio marino nel Mare di Barents risente spesso della stessa incertezza legata alla più ampia ricerca sul declino del ghiaccio marino dell’intero Artico e sulla corrente a getto. La ricerca più recente trova invece connessioni statisticamente robuste:: due studi separati pubblicati nel 2021 affermano che la perdita di ghiaccio autunnale determina inverni eurasiatici più freddi, mentre la perdita di ghiaccio invernale rende gli inverni eurasiatici più caldi: man mano che la perdita di ghiaccio accelera, diminuisce il rischio di inverni estremi in Eurasia mentre aumenta il rischio di ondate di caldo in primavera ed estate.

#### Altri impatti climatici
Uno studio del 2019 suggerisce che la riduzione del ghiaccio marino intorno alla Groenlandia in autunno influisca sulla copertura nevosa invernale in Eurasia, intensificando il monsone estivo coreano e indirettamente il monsone estivo indiano.
Una ricerca del 2021 ha affermato che la perdita di ghiaccio autunnale nel Mar della Siberia orientale, nel Mare dei Ciukchi e nel Mare di Beaufort può influenzare la temperatura eurasiatica primaverile. Un calo autunnale del ghiaccio marino in tale regione pari a una deviazione standard ridurrebbe la temperatura media primaverile sulla Russia centrale di quasi 0,8°C, aumentando al contempo di quasi un terzo la probabilità di anomalie fredde.

### Impatto sulla chimica atmosferica
Uno studio del 2015 ha concluso che il declino del ghiaccio marino artico accelera le emissioni di metano dalla tundra artica: le emissioni per il periodo 2005-2010 sono state circa 1,7 milioni di tonnellate superiori a quelle che si sarebbero verificate con il ghiaccio marino ai livelli medi del decennio 1981-1990. Uno dei ricercatori ha osservato: "L'aspettativa è che con un ulteriore calo del ghiaccio marino, le temperature nell'Artico continueranno a salire, e così anche le emissioni di metano dalle zone umide settentrionali".

### Impatto sulle rotte marittime

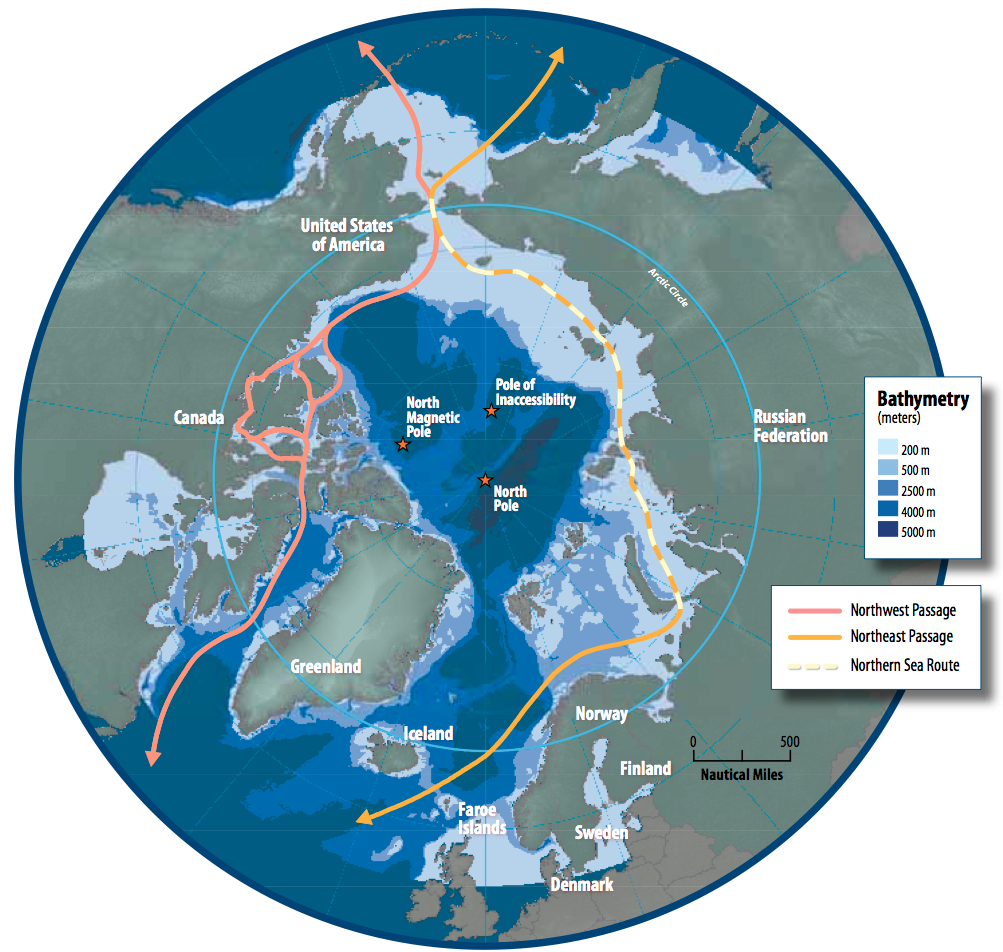
Mappa che illustra varie rotte marittime artiche

Il calo dei volumi di ghiaccio artico permette una maggiore accessibilità delle rotte marittime artiche durante l'intero corso dell’anno. Per esempio, lungo lo stretto di Bering il numero di attraversamenti lungo lo stretto di Bering è passato da 0 nel 1979 a 400-500 tra il 2010 e il 2016 È probabile che il traffico attraverso il Mar Glaciale Artico aumenti ulteriormente in futuro. Un primo studio condotto da James Hansen nel 1981 suggeriva che un raddoppio delle concentrazioni di CO2 avrebbe comportato un riscaldamento locale compreso tra 5 e 10°C, con conseguente apertura del passaggio a nord-ovest. Uno studio del 2016 conclude che il riscaldamento dell’Artico e il declino del ghiaccio marino porteranno a “cambiamenti notevoli nei flussi commerciali tra Asia ed Europa, con deviazione degli scambi all’interno dell’Europa, aumento del traffico marittimo pesante nell’Artico e un calo sostanziale del traffico attraverso il canale di Suez. Tali cambiamenti in termini di rotte porteranno ad una pressione sostanziale su un ecosistema artico già minacciato."
Nell’agosto 2017 ha avuto luogo il primo attraversamento di una nave lungo la rotta artica russa senza l’uso di rompighiaccio. Sempre nel 2017, la nave rompighiaccio finlandese MSV Nordica ha stabilito il record per aver compiuto la prima traversata del Passaggio a Nord Ovest. Secondo il New York Times, questi eventi fanno presagire un aumento delle spedizioni attraverso l’Artico, grazie alla maggiore accessibilità che rende la navigazione più facile. Un rapporto del 2016 della Copenhagen Business School ha rilevato che la navigazione trans-artica su larga scala diventerà economicamente sostenibile entro il 2040.

## Impatto sulla fauna selvatica
Il declino del ghiaccio marino artico potrebbe consentire agli esseri umani di accedere a zone costiere precedentemente remote. Tuttavia, ciò comporterebbe effetti indesiderati sugli ecosistemi terrestri e metterebbe a rischio le specie marine.
Ad esempio, il fenomeno è stato associato al declino della taiga nel Nord America e si prevede che culminerà con un intensificarsi della frequenza di incendi in questa regione.
Il progressivo scioglimento del ghiaccio marino artico, manifestato da una precoce fusione e ritardo nella formazione stagionale, ha implicazioni significative per la vita degli orsi polari. Questi animali, noti per la predazione dei cuccioli di foca, vedono ridotto il periodo a disposizione per cacciare questa preda specifica. Di conseguenza, gli orsi sono costretti a dedicare più tempo alla terraferma e a modificare le loro abitudini alimentari cacciando altre specie. Questi cambiamenti comportano una dieta meno nutriente, con conseguente impatto sulle dimensioni corporee e sulla capacità riproduttiva degli orsi polari, comportando un declino della loro popolazione. La rapida trasformazione della regione artica, considerata l'habitat principale di questi mammiferi, conduce alla perdita di habitat e risorse, creando un contesto sfavorevole per la sopravvivenza degli orsi polari e al declino generale delle loro condizioni di salute.
Con il progressivo declino del ghiaccio artico, i microrganismi producono sostanze con molteplici effetti sullo scioglimento e sulla stabilità del ghiaccio. All'interno dei pori del ghiaccio in decomposizione, alcuni batteri generano sostanze simili ai polimeri, potenzialmente in grado di influenzare le proprietà fisiche del ghiaccio stesso. Un gruppo di ricercatori dell'Università del Washington avanza l'ipotesi che tali polimeri possano esercitare un effetto stabilizzante sul ghiaccio. Contestualmente, altri scienziati hanno individuato che alghe e altri microrganismi contribuiscono alla formazione di una sostanza nota come crioconite, oppure producono pigmenti aggiuntivi che intensificano il processo di decomposizione e favoriscono la crescita dei microrganismi.